# Alex Russell (actor)
Alex Russell (Rockhampton, Queensland, 11 de diciembre de 1987) es un actor australiano conocido por su papel en la película de 2012 Chronicle y más recientemente en  Carrie.

## Biografía
Russell nació y creció en la ciudad de Rockhampton, Queensland. 
Es hijo del cirujano Andrew Russell y la enfermera Frances Russell, y tiene un hermano menor, Dominic, y una hermana menor, Georgiana. 
Asistió a The Grammar School Rockhampton hasta que se graduó en 2004, luego pasó a asistir al Instituto Nacional de Arte Dramático (NIDA) en Sídney, Australia. 

## Carrera
Hizo su debut en la pantalla en 2010 en la película australiana Wasted on the Young. 
En 2011, él apareció en dos cortometrajes australianos, The Best Man y Halloween Knight. 
En 2012, Russell protagonizó uno de los personajes principales en la película de ciencia ficción Chronicle. 
También protagonizó uno de los papeles secundarios en la película Carrie (2013) y en 2014, protagonizó a Sam Atwell en Believe Me.
En 2017 se unió al elenco principal de la nueva serie S.W.A.T. donde da vida al oficial Jim Street.

## Filmografía

### Cine
| Año  | Título                | Personaje      | Observaciones |
| ---- | --------------------- | -------------- | ------------- |
| 2010 | Wasted on the Young   | Zack           |               |
| 2010 | Almost Kings          | Hass           |               |
| 2011 | The Best Man          | Malcolm        | Cortometraje  |
| 2011 | Halloween Knight      | Paul           | Cortometraje  |
| 2012 | Chronicle             | Matt Garetty   |               |
| 2012 | Bait 3D               | Ryan           |               |
| 2013 | The Host              | Seeker Burns   |               |
| 2013 | Carrie                | Billy Nolan    |               |
| 2014 | Believe Me            | Sam            |               |
| 2014 | Raker                 | Mike           |               |
| 2014 | Gangs of Woodstock    | Bear (Voz)     | Posproducción |
| 2014 | Unbroken              | Pete Zamperini | Posproducción |
| 2015 | Prisoner of War       | Bo             | Posproducción |
| 2015 | Pacific Standard Time |                | Posproducción |
| 2017 | Jungle                |                | Posproducción |

### Televisión
| Año             | Título        | Papel        | Notas                     |
| --------------- | ------------- | ------------ | ------------------------- |
| 2012            | NTSF: SD: SUV | Stewie Mears | Episodio: "16 Hop Street" |
| 2017 - presente | S.W.A.T.      | Jim Street   | -                         |